# Marianne Gyllenhammar
Marianne Gyllenhammar (3 de enero de 1924 - 16 de febrero de 2013) fue una actriz de nacionalidad sueca.

## Biografía
Su nombre completo era Karin Marianne Gyllenhammar, y nació en la Parroquia de Ed, en el Municipio de Sollefteå, Suecia. Debutó en el cine en 1941 con la película de Gustaf Molander I natt – eller aldrig, participando en un total de más de 20 producciones cinematográficas. 
A Gyllenhammar le gustaba alternar el cine con el teatro, a fin de tener un contacto más cercano con el público. Karl Gerhard le hizo una oferta en 1946 que ella aceptó, para trabajar en revistas de Wally Gerhard llevadas a escena en el Teatro Oscar
Marianne Gyllenhammar falleció en Benidorm, España, en el año 2013. Había estado casado con el actor Rolf Botvid desde 1945. 

## Filmografía
- 1941 : I natt – eller aldrig
- 1942 : Ta hand om Ulla
- 1942 : En trallande jänta
- 1943 : Ungt blod
- 1943 : Som du vill ha mej
- 1943 : Kungsgatan
- 1943 : Jag dräpte
- 1943 : Det brinner en eld
- 1944 : Vår Herre luggar Johansson
- 1944 : Stopp! Tänk på något annat
- 1944 : När seklet var ungt
- 1944 : Gröna hissen
- 1945 : Den glade skräddaren
- 1946 : Ballongen
- 1947 : Varsågod och skölj
- 1947 : Stackars lilla Sven
- 1947 : Sången om Stockholm
- 1947 : Konsten att älska
- 1948 : Musik i mörker
- 1948 : Loffe som miljonär
- 1950 : Min syster och jag
- 1953 : Dumbom

## Teatro
- 1947 : Trivsel-Sverige, de Karl Gerhard, dirección de Gösta Terserus, Teatro Oscar[3]

## Radioteatro
- 1944 : Amiralinnan, de Hilding Östlund, dirección de Gunnar Olsson[4]